# My Word!
My Word! est un jeu radiophonique britannique, diffusé sur la station BBC Home Service de 1956 à 1967, puis sur BBC Radio 4 de 1967 à 1988. Le jeu est créé par Edward J. Mason et Tony Shryane.
Parmi les personnalités ayant participé à l'émission figurent notamment Frank Muir et Denis Norden ainsi que Antonia Fraser.
Durant plusieurs décennies, l'émission est diffusée à l'international en onde courte via BBC World Service. Aux États-Unis, l'émission est diffusée sur le réseau de radiodiffusion de la station WFMT.